# AfW – Bundesverband Finanzdienstleistung
Der AfW (Arbeitgeberverband der finanzdienstleistenden Wirtschaft), Bundesverband Finanzdienstleistung e. V. (kurz AfW – Bundesverband Finanzdienstleistung) ist ein Berufsverband in Deutschland tätiger Versicherungsmakler und unabhängiger Finanzdienstleister. Er hat die Rechtsform eines eingetragenen Vereins.

## Strukturen und Aufgaben
Der Verband wurde 1992 in Wiesbaden gegründet und vertritt heute ca. 2100 Mitgliedsunternehmen, welche rund 40.000 in der Finanzbranche tätige Marktteilnehmer repräsentieren.
Die Mitglieder sind freie Finanzdienstleister und in der Regel als Versicherungsmakler nach § 34d GewO, als unabhängige Finanzanlagenvermittler nach § 34f GewO bzw. als Immobiliardarlehensvermittler nach § 34i GewO zugelassen. Fördermitglieder des Berufsverbandes sind Finanzproduktanbieter und andere in der Finanzbranche tätige Unternehmen.
Ein übergeordnetes Ziel des Verbandes besteht darin, den Berufsstand des unabhängigen Finanzdienstleisters (Finanzberaters) zu schaffen, der in seinem Ansehen mit Berufsständen wie  Rechtsanwälten oder Steuerberatern vergleichbar ist. In diesem Sinne wirkt er auf eine gesetzliche Vereinheitlichung im Finanzdienstleistungsvertrieb hin. Für die Ziele ist er politisch und in der Öffentlichkeitsarbeit aktiv. Der Interessenverband besitzt eine Akkreditierung beim Deutschen Bundestag und wird im gemeinsamen Transparenz-Register der Europäischen Kommission und des Europäischen Parlaments geführt.

## Mitgliedschaften
Der Verband ist unter anderem Mitglied in der Fédération Européenne Des Conseils Et Intermédiaires Financiers (FECIF) und dem Europaverband der Selbständigen Deutschland (ESD).

## Organisationsstruktur
Der Verband wird von einem dreiköpfigen Vorstand geleitet. Ein Mitglied des Vorstands hat geschäftsführende Funktion. Daneben besteht ein Beirat.